# Лентина (Трапани)
Лентина је насеље у Италији у округу Трапани, региону Сицилија.
Према процени из 2011. у насељу је живело 19 становника. Насеље се налази на надморској висини од 125 м.